# Jørgen Brandt
Jørgen Brandt (født 1960 i Aalborg) er en dansk kommerciel og kunstnerisk fotograf og har bl.a. udstillet på Danmarks Fotomuseum og  Frederikshavn Kunstmuseum.
Han har modtaget flere nationale og internationale udmærkelser. Han er "Supreme Qualified Master" i Dansk Fotografisk Forening i "Fine Art" og han var den anden dansker til at få titlen "Qualified European Photographer") hos Federation of European Professional Photographers (www.europeanphotographers.eu) og blev i 2009 den første danske "Master Qualified European Photographer" fra samme organisation.
Jørgen Brandt har 2006-13 været formand for bestyrelsen på Museet for Fotokunst,
I 2011 valgt som Præsident for Federation of European Professional Photographers for perioden 2012 til 2014.